# 유원철
유원철(劉源哲, 1984년 7월 20일~)은 대한민국의 체조 선수이다.
2008년 하계 올림픽 체조 남자 개인 평행봉에서 은메달을 땄다.

## 학력
- 성호초등학교
- 마산중학교
- 경남체육고등학교
- 한국체육대학교 학사
- 한국체육대학교대학원